# Renata Makarewicz
Renata Kazimiera Makarewicz (ur. 4 marca 1963 w Lubawie, woj. warmińsko-mazurskie), językoznawca polonistyczny, doktor habilitowany nauk humanistycznych, profesor UWM.
Z zamiłowania i powołania nauczycielka, pracę zawodową rozpoczęła od nauczania języka polskiego w szkołach wiejskich, w rodzinnym mieście Lubawa, a następnie w Olsztynie. Od 1996 roku nauczyciel akademicki w Zakładzie Dydaktyki Literatury i Języka Instytutu Filologii Polskiej Wyższej Szkoły Pedagogicznej w Olsztynie, obecnie pracuje w Uniwersytecie Warmińsko-Mazurskim w Olsztynie, w Instytucie Językoznawstwa, Katedrze Języka Polskiego.

## Kariera
Doktoryzowała się w 2002 roku pod kierunkiem prof. Zygmunta Saloniego. Dysertacja doktorska nosi tytuł Składnia zdania w wypowiedziach pisemnych uczniów dyslektycznych. W analizie tekstów pisanych przez uczniów przejawiających specyficzne trudności w nauce czytania i pisania autorka posłużyła się aparatem pojęciowym składni strukturalnej.
Opublikowała także szereg artykułów naukowych dotyczących analizy językoznawczej tekstów pisanych przez osoby z dysleksją oraz monografię na ten temat zatytułowaną Dysleksja w opinii językoznawcy(2006). W swoich dociekaniach naukowych podejmuje także problematykę kształcenia nauczycieli polonistów. Najnowsze jej prace dotyczą dyskursu edukacyjnego, w szczególności zaś uwagę kieruje na proces komunikacji w szkole. Badania naukowe oscylują wokół komunikacji bezpośredniej i prowadzonej za pośrednictwem e-dziennika między nauczycielem a rodzicami ucznia. Wyniki opublikowała w książce Rozmowa w przestrzeni szkoły. Systemowo-funkcjonalna analiza poszerzonego dyskursu szkolnego (2017), na podstawie której w roku 2018 uzyskała stopień doktora habilitowanego.
Badania naukowe, które prowadzi, zawierają w sobie dwa istotne elementy współobecne w językoznawstwie. Z jednej strony interesuje ją język, jako system znaków, jego struktura, układ powiązań i zależności wewnątrzsystemowe. Drugim aspektem obecnym w jej publikacjach są zagadnienia komunikacji językowej. Bada język w użyciu. Interesują ją konteksty komunikacyjne zależne od ludzi, którzy porozumiewają się za pomocą słów, w tym warstwa emocjonalna komunikatów i wartościowanie wyrażone w języku.
Była współorganizatorem ogólnopolskich konferencji naukowych, w tym w roku 2008 Aspekty komunikacji w kształceniu polonistycznym, w maju 2014 roku Nowe zjawiska w języku tekście i komunikacji V. Frazeologia, w kwietniu 2016 Nowe zjawiska w języku, tekście i komunikacji VI. Język edukacji. Język w edukacji.
W maju 2019 roku była współorganizatorem międzynarodowej cyklicznej konferencji naukowej Kolokwia slawistyczne we Lwowie na Ukrainie.
Wygłosiła referaty w kilkudziesięciu konferencjach naukowych poświęconych problemom językoznawstwa, a także psychopedagogiki, dydaktyki nauczania języka polskiego jako ojczystego i jako obcego oraz zagadnieniom komunikacji językowej.
Pod jej kierunkiem powstały liczne prace dyplomowe z zakresu psycholingwistyki, kultury języka, polskiej ortografii.
Współpracuje ze środowiskiem slawistów rosyjskich i ukraińskich. W październiku i listopadzie 2010 roku odbyła staż naukowy na Uniwersytecie Pedagogicznym w Permie (Federacja Rosyjska). W roku akademickim 2015/2016 visiting professor Lwowskiego Narodowego Uniwersytetu im. Iwana Franki, Ukraina. W październiku 2017 roku w ramach programu Erasmus+ wygłosiła wykłady i prowadziła ćwiczenia oraz warsztaty dla studentów polonistyki Lwowskiego Narodowego Uniwersytetu im. Iwana Franki.
Jest pomysłodawcą i współorganizatorem Międzynarodowych Studenckich Seminariów Językoznawczych: I – 31 marca 2017 roku we Lwowie, 20 kwietnia 2018 roku odbyło się II MSSJ w Olsztynie. 29 marca 2019 roku odbyło się III MSSJ – miejscem obrad ponownie był Lwów. W obradach uczestniczyli studenci filologii polskiej z Polski i Ukrainy.
Była przewodniczącą Pomorskiego Komitetu Okręgowego Ogólnopolskiej Olimpiady Wiedzy o Rodzinie.
Obecnie przewodnicząca Okręgu Warmińsko-Mazurskiego (Olsztyn) Olimpiady Literatury i Języka Polskiego dla Szkół Podstawowych http://olijpsp.pl/
Pełni funkcję członka Rady Naukowej Dyscypliny Językoznawstwo  w UWM http://bip.uwm.edu.pl/node/6860 oraz Rady Edukacyjnej UWM http://bip.uwm.edu.pl/node/6953
Należy do Polskiego Towarzystwa Językoznawczego oraz Towarzystwa Miłośników Języka Polskiego.
Wchodzi w skład komitetu redakcyjnego czasopisma naukowego „Prace Językoznawcze”, ISSN 1509-5304.
Od 2010 roku jest wiceprezesem Zarządu Uczelnianego Związku Nauczycielstwa Polskiego w UWM w Olsztynie.
W kadencji 2023 - 2026 członek Zespołu Dydaktycznego Rady Języka Polskiego https://rjp.pan.pl/zespoy-rady?view=article&id=119:skad-osobowy&catid=54
Od 2025 roku bada finezję językową jako właściwość wybranych typów tekstów.  

## Wybrane publikacje[3]
- Rozmowa w przestrzeni szkoły. Systemowo-funkcjonalna analiza poszerzonego dyskursu szkolnego, Olsztyn 2017, ISBN 978-83-8100-081-9 https://depot.ceon.pl/handle/123456789/58/browse?type=author&value=Makarewicz%2C+Renata
- Byle zachować komunikatywność…Uwagi na marginesie badań nad językiem uczniów dyslektycznych, [w:] Oblicza komunikacji 1. Perspektywy badań nad tekstem, dyskursem i komunikacją, Kraków 2006, s. 854-862
- Ramy delimitacyjne tekstu podania (Na podstawie obserwacji podań pisanych przez studentów), [w:] Prace Językoznawcze VII, Olsztyn 2005, s.75-82[w:] Oblicza komunikacji 1. Perspektywy badań nad tekstem, dyskursem i komunikacją, Kraków 2006, s. 854-862
- Problemy ukształtowania tekstu w pracach pisemnych uczniów dyslektycznych, [w:] Dysleksja problem znany czy nieznany?, pod red. Małgorzaty Kostka-Szymańskiej i Grażyny Krasowicz-Kupis, Lublin 2007, s.109-125
- Fałszywa dysleksja, czyli o zaniedbaniach edukacyjnych w zakresie nauczania ortografii, [w:] Zrozumieć, żeby pomóc. Dysleksja w ujęciu interdyscyplinarnym, pod red. Izabeli Pietras i Grażyny Krasowicz-Kupis, Gdynia 2008, s.80-90
- Zaburzenia spójności tekstu u ucznia dyslektycznego, [w:] Studia pragmalingwistyczne III. Czynności Tworzenia i rozumienia wypowiedzi, pod red. Józefa Porayskiego-Pomsty Warszawa 2002, s. 228-241
- Obecność nowych zjawisk językowych w szkolnej edukacji polonistycznej, [w:] Nowe zjawiska w języku tekście i komunikacji, pod red. Aliny Naruszewicz-Duchlińskiej i Mariusz Rutkowskiego, Olsztyn 2006, s. 33-41
- Nauczyciele wobec dysleksji „Problemy Opiekuńczo Wychowawcze” 1999 nr 2, s. 21-24
- Między wyobrażeniem a doświadczeniem. O praktyce polonistycznej w refleksji studentów i nauczycieli, [w:] Kształcenie praktyczne przyszłych nauczycieli nowoczesnej szkoły, pod red. Józefa Kuźmy i Ryszarda Wrońskiego, Kraków 2002, s. 38-51
- Składnia strukturalna w szkolnej nauce języka, [w:] Wymiary szkolnej edukacji polonistycznej, pod red. D. Amborskiej-Głowackiej i R. M. Jabłońskiego, Oficyna Wydawnicza Uniwersytetu Zielonogórskiego, Zielona Góra 2005, s. 113-119
- Istnieć w kulturze, czyli jak przyszli nauczyciele są przygotowani do zadań edukacji kulturowej, [w:] Relacje między kulturą wysoka i popularną w literaturze, języku i edukacji, pod red. Barbary Myrdzik i Małgorzaty Karwatowskiej, Lublin 2005, s. 255-261
- Coaching i benchmarking leaderów, czyli o nowych pojęciach i znaczeniach w języku oświaty, [w:] Nowe zjawiska II w języku tekście i komunikacji, Olsztyn 2008, s. 48-56
- O kształceniu językowym w odwołaniu do dawnych mistrzów, [w:] Prace Językoznawcze UWM zeszyt XI, Olsztyn 2009, s. 147-154
- Idea „małych ojczyzn” w polskiej szkole współczesnej, [w:] Polonistyka 2009 pod red. Aleksandra Kiklewicza i Siergieja Bażnika, Mińsk 2010, s.325-343
- Co i jak można badać w komunikacji interpersonalnej w szkole? Przegląd wybranych koncepcji, [w:] Aspekty komunikacji w kształceniu polonistycznym, pod red. J. Krawczyka i R. Makarewicz, Olsztyn 2010, s.11-19
- Kompetencja językowa a istnienie w kulturze, [w:] Horyzonty polonistyki. W kręgu edukacji, języka i literatury, Lublin 2010, s. 215-220
- „Owocem będzie rozumienie języka i poprawne nim władanie”. Ponownie o ogólnych i szczegółowych calach kształcenia językowego, [w:] Uczeń w świecie języka i tekstów, pod red. Jolanty Nocoń i Elżbiety Łuckiej-Zając, Opole 2010, s. 145-153
- „Przyszłość jest teraz…” O doganianiu kultury, [w:] Istnieć w kulturze. Między teorią a praktykę edukacyjną, pod red. Małgorzaty Święcickiej, Danuty Jastrzębskiej-Golonki, Agnieszki Rypel, Bydgoszcz 2010, s. 27–38.
- Studenci w Permie mówią i czytają po polsku, [w:] Polskość z daleka i z bliska, pod red. Iwony Anny Ndiaye, Marii Rółkowskiej, Olsztyn 2010, s. 23-28
- Kilka uwag o e-wywiadówce, [w:] Nowe zjawiska III w języku tekście i komunikacji. Kontekst a komunikacja, pod red. Izy Matusiak-Kempy i Sebastiana Przybyszewskiego, Olsztyn 2011, s. 312-318
- Redundancja zrównoważona w komunikacji szkolnej w ujęciu lingwistyki edukacyjnej, [w:] Język poza granicami języka 2. Semantyka a pragmatyka: spór o pierwszeństwo. Część 1. Aspekty lingwistyczno-semiotyczne, pod red. Aleksandra Kiklewicza, Olsztyn 2011, s. 269-284
- Teoretyczne podstawy poszerzonego dyskursu szkolnego. Wprowadzenie do opisu wyrażenia „gorszy uczeń” w rozmowach nauczycieli z rodzicami ucznia, [w:] Литературный текст ХХ века: проблемы поэтики, red. E.B. Пономарева, Челябинск 2011, s. 217–223
- O niektórych trudnościach w wyznaczaniu granicy wyrazu. Przysłówkowe określenia imiesłowów przymiotnikowych, [w:] Wyraz w języku i tekście, red. J. Gardzińska, A. Maciejewska, Siedlce 2012, s. 227–292. 
  - Osąd jako kategoria negocjowania postaw w rozmowie prowadzonej w przestrzeni szkoły, w: Polonistyka w XXI wieku: między lokalnym a globalnym. Praca zbiorowa z okazji 190-lecia filologii polskiej na Uniwersytecie Lwowskim, Lwów 2018, s.128-139.
  - Wybrane terminy z komponentem imiesłowowym w języku edukacji. Analiza morfologiczno-semantyczna, w: Prace Językoznawcze (Olsztyn) 2019, 21 (3), s. 105-117.
  - O doświadczeniach korzystania ze Słownika gramatycznego języka polskiego on-line w nauczaniu języka polskiego jako obcego, w: red. Iwona Anna Ndiaye, Maria Rółkowska,  Media w glottodydaktyce: obcokrajowcy w mediach: publikacja jubileuszowa z okazji piętnastolecia działalności Centrum Kultury i Języka Polskiego dla Cudzoziemców Uniwersytetu Warmińsko-Mazurskiego w Olsztynie, wyd. Wydawnictwo Uniwersytetu Warmińsko-Mazurskiego w Olsztynie, 2020, s. 67-83.
  - O "dobrem piśmie", czyli dydaktyce pisowni w perspektywie historycznej (na podstawie zbiorów biblioteki Uniwersytetu Lwowskiego),w: Prace Językoznawcze (Olsztyn) 2020, 22 (4), s. 85-101.
  - Refleksje metodyczne o nauczaniu pisowni w okresie międzywojennym (na podstawie podręcznika "Patrzę i opisuję" z 1921 roku), w: Z problematyki kształcenia językowego VIII, pod. red. Awramiuk E., Andrejewicz U., Białystok, s. 39-55.
  - "Jaka jest twoja ortografia?" Szkic o pisowni polskiej do połowy XIX w. w: Prace Językoznawcze (Olsztyn) 2022, 24 (3), s. 5-15.